# Teuda
Teuda je takođe bilo ime Pavlovog učenika koji je poučavao Valentinija; v. Teuda (učitelj Valentinija)
Teuda (Theudas, ? — cca. 46) je bio jevrejski pobunjenik u rimskoj Judeji, koji je između 44. i 46. vodio kratkotrajni ustanak protiv Rimljana.
Flavije Josip ga opisuje kao šarlatana koji je narod uvjerio da je prorok te da je u stanju razdvojiti vodu rijeke Jordan. Rimski guverner Kuspije Fad je, pak, čuo za njegove planove te ga preduhitrio poslavši konjicu da presretne njegove sljedbenike koji su došli gledati to „čudo“. Oni su pobijeni ili rastjerani, a sam Teuda je zarobljen te mu je odrubljena glava. Neki istoričari vjeruju kako je Teuda za sebe tvrdio da je Mesija.
Teuda se spominje i u Novom zavjetu, odnosno Djelima apostolskim, ali se u njima tvrdi da je Teudina pobuna prethodila pobuni Jude Galilejca četrdeset godina ranije.

## Spoljašnje veze
- A response to the Theudas problem
- Jewish Encyclopedia: Theudas